# Zenarchopterus caudovittatus
Zenarchopterus caudovittatus is een straalvinnige vissensoort uit de familie van de Zenarchopterida. De wetenschappelijke naam van de soort is voor het eerst geldig gepubliceerd in 1907 door Weber.